# غلاديس كينغزبيري
غلاديس كينغزبيري (بالإنجليزية: Gladys Kingsbury)‏ هي ممثلة أمريكية، ولدت في 30 يوليو 1876 في أوكلاند في الولايات المتحدة، وتوفيت في 10 نوفمبر 1958 في سان بيرناردينو في الولايات المتحدة.

## وصلات خارجية
- غلاديس كينغزبيري على موقع IMDb (الإنجليزية)